# یس (ترانه)
«یس» تک‌آهنگی از گروه موسیقی موسیقی هیپ هاپ ال‌ام‌اف‌ای‌او است.